# 青地可頼
青地 可頼（あおち からい、生没年不詳）は、江戸時代前期の俳人。通称は市郎右衛門。

## 経歴・人物
京都の人。安原貞室の門人。句は「玉海集」「新続犬筑波集」などに載る。貞室との共著「歳旦三つ物」がある。